# Metròpoli de Lió
La metròpoli de Lió (en francès métropole de Lyon) és una col·lectivitat a estatut particular francesa situada a la regió d'Alvèrnia Roine-Alps. Té una extensió de 533,68 km² i una població d'1.370.678 el 2015. La capital és Lió.

## Història
Es creà l'1 de gener de 2015, en aplicació de la llei de 27 de gener de 2014.

## Administració
Forma una col·lectivitat a estatut particular. Un prefecte nomenat pel govern de França és l'alta representació estatal i un consell de 165 membres escollits per sufragi universal nomena un president, que deté el poder executiu, i 25 vicepresidents.